# Astragalus eriocarpus
Astragalus eriocarpus es una especie de planta del género Astragalus, de la familia de las leguminosas, orden Fabales.

## Distribución
Astragalus eriocarpus se distribuye por Turquía y Transcaucasia.

## Taxonomía
Fue descrita científicamente por DC. Fue publicado en Astragalogia 237 (ed. quarto), no. 135, t. 47 (1802).
Sinonimia
- Astragalus eriocarpa (DC.) Kuntze